# Asura metascota
Asura metascota är en fjärilsart som beskrevs av George Francis Hampson. Asura metascota ingår i släktet Asura och familjen björnspinnare. Inga underarter finns listade i Catalogue of Life.